# Stopplaats Colmschate
Stopplaats Colmschate (Css) is een voormalige halte aan Staatslijn A tussen Arnhem en Leeuwarden. De stopplaats van Colmschate lag tussen de huidige stations van Zutphen en Deventer. De stopplaats was in gebruik van 1890 tot 16 december 1918. Er bestaat tegenwoordig ook een station Deventer Colmschate; dit ligt echter aan de lijn Deventer-Almelo in plaats van aan de lijn Deventer-Zutphen.